# 280년대
280년대는 280년부터 289년까지를 가리킨다.